# Servisch voetbalelftal in 2015
Het Servisch voetbalelftal speelde in totaal acht officiële interlands in het jaar 2015, waaronder vijf duels in de kwalificatiereeks voor het EK voetbal 2016 in Frankrijk. De selectie stond onder leiding van Radovan Ćurčić 
en wist zich niet te plaatsen voor de EK-eindronde. Op de in 1993 geïntroduceerde FIFA-wereldranglijst zakte Servië in 2015 van de 38ste (januari 2015) naar de 56ste plaats (december 2015).

## Balans
| Wedstrijden | Wedstrijden | Wedstrijden | Wedstrijden | Doelpunten | Doelpunten | Doelpunten | Punten |
| Gespeeld    | Winst       | Gelijk      | Verlies     | Voor       | Tegen      | Saldo      | Punten |
| ----------- | ----------- | ----------- | ----------- | ---------- | ---------- | ---------- | ------ |
| 8           | 3           | 0           | 5           | 12         | 13         | –1         | 0.750  |

## Interlands
|                                                    |                                         |       |                   |                                                                                     |
| 29 maart Vriendschappelijk № 95 «onderlinge duels» | Portugal                                | 2 – 1 | Servië            | Estádio da Luz, Lissabon Toeschouwers: 58.430 Scheidsrechter: Gianluca Rocchi (ITA) |
| 29 maart Vriendschappelijk № 95 «onderlinge duels» | Ricardo Carvalho 10' Fábio Coentrão 63' |       | 61' Nemanja Matić | Estádio da Luz, Lissabon Toeschouwers: 58.430 Scheidsrechter: Gianluca Rocchi (ITA) |

|                                                  |                                                                                  |       |                  |                                                                                 |
| 7 juni Vriendschappelijk № 96 «onderlinge duels» | Servië                                                                           | 4 – 1 | Azerbeidzjan     | NV Arena, Sankt Pölten Toeschouwers: 4.000 Scheidsrechter: Harald Lechner (AUT) |
| 7 juni Vriendschappelijk № 96 «onderlinge duels» | Branislav Ivanović 10' Adem Ljajić 55' Branislav Ivanović 63' Lazar Marković 89' |       | 39' Dima Nazarov | NV Arena, Sankt Pölten Toeschouwers: 4.000 Scheidsrechter: Harald Lechner (AUT) |

|                                                           |                                      |       |        |                                                                             |
| 13 juni EK-kwalificatie № 97 «onderlinge duels» 20:45 uur | Denemarken                           | 2 – 0 | Servië | Parken, Kopenhagen Toeschouwers: 30.887 Scheidsrechter: Björn Kuipers (NED) |
| 13 juni EK-kwalificatie № 97 «onderlinge duels» 20:45 uur | Yussuf Poulsen 13' Jakob Poulsen 87' |       |        | Parken, Kopenhagen Toeschouwers: 30.887 Scheidsrechter: Björn Kuipers (NED) |

|                                                               |                                              |       |         |                                                                                   |
| 4 september EK-kwalificatie № 98 «onderlinge duels» 20:45 uur | Servië                                       | 2 – 0 | Armenië | Karadordestadion, Novi Sad Toeschouwers: 0 Scheidsrechter: Miroslav Zelinka (CZE) |
| 4 september EK-kwalificatie № 98 «onderlinge duels» 20:45 uur | Levon Hayrapetyan 21' (e.d.) Adem Ljajić 53' |       |         | Karadordestadion, Novi Sad Toeschouwers: 0 Scheidsrechter: Miroslav Zelinka (CZE) |

|                                                                 |                                      |       |                         |                                                                                               |
| 7 september Vriendschappelijk № 99 «onderlinge duels» 20:45 uur | Frankrijk                            | 2 – 1 | Servië                  | Nouveau Stade Bordeaux, Bordeaux Toeschouwers: 43.500 Scheidsrechter: Artur Soares Dias (POR) |
| 7 september Vriendschappelijk № 99 «onderlinge duels» 20:45 uur | Blaise Matuidi 9' Blaise Matuidi 25' |       | 40' Aleksandar Mitrović | Nouveau Stade Bordeaux, Bordeaux Toeschouwers: 43.500 Scheidsrechter: Artur Soares Dias (POR) |

|                                                              |         |                                            |        |                                                                                  |
| 8 oktober EK-kwalificatie № 100 «onderlinge duels» 20:45 uur | Albanië | 0 – 2                                      | Servië | Elbasan Arena, Elbasan Toeschouwers: 12.500 Scheidsrechter: Nicola Rizzoli (ITA) |
| 8 oktober EK-kwalificatie № 100 «onderlinge duels» 20:45 uur |         | 90+1' Aleksandar Kolarov 90+4' Adem Ljajić |        | Elbasan Arena, Elbasan Toeschouwers: 12.500 Scheidsrechter: Nicola Rizzoli (ITA) |

|                                                               |                 |       |                           |                                                                                     |
| 11 oktober EK-kwalificatie № 101 «onderlinge duels» 18:00 uur | Servië          | 1 – 2 | Portugal                  | Partizanstadion, Belgrado Toeschouwers: 4.290 Scheidsrechter: David Fernández (ESP) |
| 11 oktober EK-kwalificatie № 101 «onderlinge duels» 18:00 uur | Zoran Tošić 65' |       | 5' Nani 78' João Moutinho | Partizanstadion, Belgrado Toeschouwers: 4.290 Scheidsrechter: David Fernández (ESP) |

|                                                                  |                                                                           |       |                    |                                                                                   |
| 13 november Vriendschappelijk № 102 «onderlinge duels» 20:45 uur | Tsjechië                                                                  | 4 – 1 | Servië             | Městský stadion, Ostrava Toeschouwers: 14.975 Scheidsrechter: Vladimir Vnuk (SVK) |
| 13 november Vriendschappelijk № 102 «onderlinge duels» 20:45 uur | Tomáš Sivok 17' Tomáš Necid 63' Ladislav Krejčí 82' Ondřej Zahustel 90+3' |       | 78' Petar Škuletić | Městský stadion, Ostrava Toeschouwers: 14.975 Scheidsrechter: Vladimir Vnuk (SVK) |

## FIFA-wereldranglijst
| JAN | FEB | MAR | APR | MEI | JUN | JUL | AUG | SEP | OKT | NOV | DEC |
| --- | --- | --- | --- | --- | --- | --- | --- | --- | --- | --- | --- |
| 38  | 39  | 40  | 44  | 44  | 45  | 43  | 66  | 66  | 63  | 49  | 56  |

## Statistieken
| Vladimir Stojković  | 1983-07-28 | Maccabi Haifa      | 6 | 0 | 0 | 63 | 0  |
| Željko Brkić        | 1986-07-09 | Carpi              | 1 | 0 | 0 | 10 | 0  |
| Predrag Rajković    | 1995-10-31 | Maccabi Tel-Aviv   | 1 | 0 | 0 | 2  | 0  |
| Verdediging         |            |                    |   |   |   |    |    |
| Branislav Ivanović  | 1984-02-22 | Chelsea FC         | 7 | 0 | 2 | 79 | 6  |
| Aleksandar Kolarov  | 1985-11-10 | Manchester City    | 7 | 0 | 1 | 58 | 7  |
| Nenad Tomović       | 1987-08-30 | AC Fiorentina      | 5 | 1 | 0 | 22 | 0  |
| Matija Nastasić     | 1993-03-28 | Schalke 04         | 3 | 0 | 0 | 19 | 0  |
| Duško Tošić         | 1985-01-19 | Beşiktaş           | 2 | 1 | 0 | 14 | 1  |
| Nikola Maksimović   | 1991-11-25 | Torino             | 2 | 0 | 0 | 9  | 0  |
| Stefan Mitrović     | 1990-05-22 | AA Gent            | 2 | 0 | 0 | 6  | 0  |
| Uroš Spajić         | 1993-02-13 | Toulouse FC        | 2 | 0 | 0 | 2  | 0  |
| Ivan Obradović      | 1988-07-25 | RSC Anderlecht     | 1 | 1 | 0 | 22 | 1  |
| Dušan Basta         | 1984-08-18 | Lazio Roma         | 1 | 0 | 0 | 17 | 2  |
| Miloš Kosanović     | 1990-05-28 | Standard Luik      | 0 | 1 | 0 | 1  | 0  |
| Marko Petković      | 1992-09-03 | Rode Ster Belgrado | 0 | 1 | 0 | 1  | 0  |
| Middenveld          |            |                    |   |   |   |    |    |
| Nemanja Matić       | 1988-08-01 | Chelsea FC         | 8 | 0 | 1 | 24 | 1  |
| Luka Milivojević    | 1991-04-07 | Olympiakos Piraeus | 4 | 0 | 0 | 13 | 0  |
| Ljubomir Fejsa      | 1988-08-14 | SL Benfica         | 2 | 3 | 0 | 23 | 0  |
| Radosav Petrović    | 1989-03-08 | Dinamo Kiev        | 1 | 3 | 0 | 43 | 1  |
| Nemanja Gudelj      | 1991-11-16 | AFC Ajax           | 1 | 1 | 0 | 9  | 0  |
| Andrija Živković    | 1996-07-11 | Partizan Belgrado  | 1 | 0 | 0 | 3  | 0  |
| Darko Brašanac      | 1992-02-12 | Partizan Belgrado  | 1 | 0 | 0 | 1  | 0  |
| Filip Đuričić       | 1992-01-30 | RSC Anderlecht     | 0 | 3 | 0 | 19 | 4  |
| Aleksandar Katai    | 1991-02-06 | Rode Ster Belgrado | 0 | 1 | 0 | 1  | 0  |
| Aanval              |            |                    |   |   |   |    |    |
| Aleksandar Mitrović | 1994-09-16 | Newcastle United   | 8 | 0 | 1 | 17 | 2  |
| Adem Ljajić         | 1991-09-29 | Internazionale     | 7 | 1 | 3 | 17 | 3  |
| Zoran Tošić         | 1987-04-28 | CSKA Moskou        | 5 | 3 | 1 | 67 | 11 |
| Dušan Tadić         | 1988-11-20 | Southampton        | 5 | 1 | 0 | 34 | 6  |
| Lazar Marković      | 1994-03-02 | Fenerbahçe         | 3 | 1 | 1 | 20 | 3  |
| Filip Kostić        | 1992-11-01 | VfB Stuttgart      | 2 | 3 | 0 | 5  | 0  |
| Petar Škuletić      | 1990-06-29 | Lokomotiv Moskou   | 0 | 6 | 1 | 6  | 1  |
| Miralem Sulejmani   | 1988-12-05 | BSC Young Boys     | 0 | 2 | 0 | 18 | 1  |

FSS · A-internationals · Bondscoaches · Statistieken · Servisch vrouwenelftal · Olympisch elftal · Servië U21 · Servië U20 · Servië U19 · Servië U17 · Servië en Montenegro U19 · Servië en Montenegro U17
2003 – 2006** · 
2006 – 2009 · 
2010 – 2019 ·
2020 − 2029
EK 2008 · 
EK 2012 · 
EK 2016 ·
EK 2020
WK 2006** · 
WK 2010 · 
WK 2014 · 
WK 2018 ·
WK 2022
OS 2004** · 
OS 2008 · 
OS 2012 ·
OS 2016 ·
OS 2020
2006 · 
2007 · 
2008 · 
2009 · 
2010 · 
2011 · 
2012 · 
2013 · 
2014 · 
2015 · 
2016 ·
2017 ·
2018 ·
2019 ·
2020 ·
2021 ·
2022
Albanië ·
Algerije ·
Armenië ·
Australië ·
Azerbeidzjan ·
Bahrein ·
België ·
Bolivia ·
Brazilië ·
Bulgarije ·
Chili ·
China ·
Colombia ·
Costa Rica ·
Cyprus ·
Denemarken ·
Dominicaanse Republiek ·
Duitsland ·
Engeland ·
Estland ·
Faeröer ·
Finland ·
Frankrijk ·
Georgië ·
Ghana ·
Griekenland ·
Honduras ·
Hongarije ·
Ierland ·
Israël ·
Italië ·
Jamaica ·
Japan ·
Jordanië ·
Kameroen ·
Kazachstan ·
Kroatië · 
Litouwen ·
Luxemburg ·
Marokko ·
Mexico ·
Moldavië ·
Montenegro ·
Nieuw-Zeeland ·
Nigeria ·
Noord-Ierland ·
Noord-Macedonië ·
Noorwegen ·
Oekraïne ·
Oostenrijk ·
Panama ·
Paraguay ·
Polen ·
Portugal ·
Qatar ·
Roemenië ·
Rusland ·
Schotland ·
Slovenië ·
Spanje ·
Tsjechië ·
Turkije ·
Verenigde Staten ·
Wales ·
Zuid-Afrika ·
Zuid-Korea ·
Zweden ·
Zwitserland
Brazilië (2018) · 
Costa Rica (2018) · 
Duitsland (2010) · 
Ghana (2010) · 
Kameroen (2022) · 
Zwitserland (2018)
** = Onder de naam Servië en Montenegro